# Гролицкий, Станислав
Станислав Гролицкий (пол. Stanisław Grolicki, наст. фамилия Гролих; 2 февраля 1892 — 1 февраля 1947) — польский актёр театра и кино, также театральный педагог.

## Биография
Станислав Гролицкий родился в Кракове. Образование получил в Торговой академии в Вене. Актёрство учил его актёр и режиссёр Станислав Станиславский. Дебютировал в театре в 1914 в Кракове. Актёр театров в разных городах (Краков, Варшава, Познань, Торунь, Лодзь, Вильнюс). Преподаватель Государственной высшей театральной школы в Лодзи. Умер в Лодзи.

## Избранная фильмография
- 1933 — Прокурор Алиция Горн / Prokurator Alicja Horn
- 1934 — Дочь генерала Панкратова / Córka generała Pankratowa — генерал-губернатор
- 1936 — Пан Твардовский / Pan Twardowski
- 1936 — Его большая любовь / Jego wielka miłość — редактор газеты
- 1936 — Герои Сибири / Bohaterowie Sybiru — Старый, солдат
- 1936 — Верная река / Wierna rzeka — командир повстанцев
- 1936 — Папа женится / Papa się żeni — редактор
- 1937 — Пламенные сердца / Płomienne serca — преподаватель гимназии
- 1937 — Ты, что в Острой светишь Браме... / Ty, co w Ostrej świecisz Bramie
- 1937 — Знахарь / Znachor — Прокоп, мельник
- 1937 — Галька / Halka — Дамазы
- 1937 — Улан князя Юзефа / Ułan Księcia Józefa — полковник
- 1938 — Профессор Вильчур / Profesor Wilczur — Прокоп
- 1938 — Флориан / Florian — комендант Фишер
- 1938 — Страхи / Strachy
- 1939 — Три сердца / Trzy serca — смотритель
- 1939 — Белый негр / Biały Murzyn — профессор Зыгмунт Севицкий
- 1939 — Бродяги / Włóczęgi — Галецкий, дедушка Крыси
- 1939 — В конце пути / U kresu drogi — монах
- 1939 — Солдат королевы Мадагаскара / Żołnierz królowej Madagaskaru — Гжегож, лакей Монцких
- 1939 — Завещание профессора Вильчура / Testament profesora Wilczura — Прокоп
- 1939 — Сквозь слёзы счастья / Przez łzy do szczęścia — профессор Томчыньский, педиатр
- 1946 — Два часа / Dwie godziny — бармен